# Subenrat Insaeng
Subenrat Insaeng (née le 10 février 1994) est une athlète thaïlandaise, spécialiste du lancer du disque.

## Carrière
Médaillée d'argent aux Jeux asiatiques de la jeunesse en 2009 à Singapour et aux Championnats d'Asie juniors d'athlétisme 2010 à Hanoï, Subenrat Insaeng est médaillée d'or aux Jeux d'Asie du Sud-Est de 2011 à Palembang, aux Championnats d'Asie juniors d'athlétisme 2012 à Colombo et aux Jeux d'Asie du Sud-Est de 2013 à Naypyidaw.
Elle est médaillée de bronze à l'Universiade d'été de 2013 à Kazan.
Elle obtient la médaille d'or aux Jeux d'Asie du Sud-Est de 2015 à Singapour et aux Jeux d'Asie du Sud-Est de 2017 à Kuala Lumpur, une médaille d'argent aux Championnats d'Asie d'athlétisme 2017 à Bhubaneswar et une médaille de bronze aux Championnats d'Asie d'athlétisme 2019 à Doha.
Son record personnel est de 60,09 m obtenu à Taipei en 2015 qui constitue le record national.
Le 18 juillet 2018, elle le porte à 61,97 à Kolin (CZE).

### Palmarès
| Date | Compétition         | Lieu        | Résultat | Performance |
| ---- | ------------------- | ----------- | -------- | ----------- |
| 2013 | Universiades        | Kazan       | 3e       | 53,40 m     |
| 2017 | Championnats d'Asie | Bhubaneswar | 2e       | 56,82 m     |
| 2019 | Championnats d'Asie | Doha        | 3e       | 58,20 m     |
| 2023 | Championnats d'Asie | Bangkok     | 3e       | 55,80 m     |

### Records
| Épreuve     | Performance  | Lieu  | Date            |
| ----------- | ------------ | ----- | --------------- |
| Triple saut | 61,97 m (NR) | Kolin | 19 juillet 2018 |